# Potito Salatto

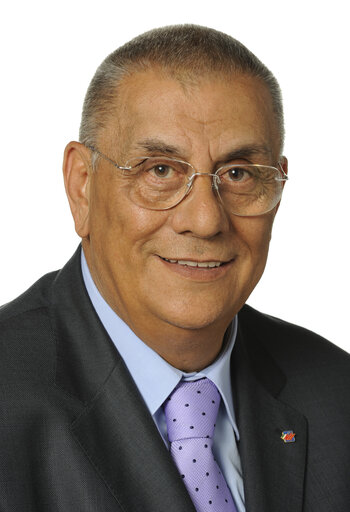
Potito Salatto, 2009

Potito Salatto (* 22. Januar 1942 in Bari; † 13. Juni 2016 in Rom) war ein italienischer Politiker (DC, PdL, FLI, PpI). Er war von 2009 bis 2014 Mitglied des Europäischen Parlaments.

## Leben
Von 1973 bis 1995 arbeitete Salatto bei der Ente nazionale di assistenza per gli agenti e i rappresentanti di commercio (ENASARCO), einer Sozialversicherungsanstalt für Handelsvertreter. Von 1973 bis 1975 war er zudem nationaler Sekretär des christlichen Gewerkschaftsverbands Confederazione Italiana Sindacati Lavoratori (CISL).
Salatto begann seine politische Karriere als Mitglied der Democrazia Cristiana. Von 1976 bis 1985 gehörte er dem Stadtrat von Rom an, von 1985 bis 1995 saß er im Regionalrat von Latium. Dort bekleidete er von 1989 bis 1990 das Amt des Vizepräsidenten der Regionalregierung. Des Weiteren fungierte er von 1990 bis 1993 als Dezernent für Industrie, Handwerk, Handel und berufliche Bildung sowie von 1992 bis 1993 als Haushaltsdezernent der Regionalregierung. Von 1993 bis 1994 war er erneut Vizepräsident.
2000 wurde Salatto als Projektkoordinator für das Entwicklungsprogramm der Vereinten Nationen tätig. Zuerst von 2000 bis 2004 im Kosovo sowie im Anschluss daran von 2004 bis 2005 in Albanien. Von 2001 bis 2009 war er stellvertretender Vorsitzender des gemeinnützigen Vereins Associazione 11 settembre, von 2007 bis 2009 Vorsitzender des Dachverbands Assoforum 2007. Bei der Bürgermeisterwahl in Rom 2008 unterstützte er Gianni Alemanno.
Als Mitglied der Mitte-rechts-Sammelpartei Il Popolo della Libertà (PdL) wurde er bei der Europawahl 2009 für den Wahlkreis Mittelitalien in das Europäische Parlament gewählt. Dort saß er in der christdemokratischen EVP-Fraktion, war Mitglied im Ausschuss für konstitutionelle Fragen (2009–11), danach im Haushaltsausschuss (2011–14) sowie stellvertretender Vorsitzender der Delegation für die Beziehungen zu Iran (2012–14). Ende 2010 wechselte Salatto von der PdL zur Abspaltung Futuro e Libertà per l’Italia (FLI), die er jedoch bereits im Juli 2011 wieder verließ. Anfang 2014 trat er der neuen Partei Popolari per l’Italia (PpI) bei und wurde zum stellvertretenden Parteivorsitzenden gewählt. Zudem war er stellvertretender Vorsitzender der Popolari per l’Europa, der Gruppe der EU-Abgeordneten von PpI und ihrer Schwesterpartei UdC. Zur Europawahl 2014 trat er nicht mehr an.